# 胜利路街道 (乌鲁木齐市)
胜利路街道，是中华人民共和国新疆维吾尔自治区乌鲁木齐市天山区下辖的一个乡镇级行政单位。

## 行政区划
胜利路街道下辖以下地区：
三甬碑社区、胜利路社区、南梁社区、河坝社区、领馆巷南社区、红旗社区、湖源巷社区、大湾南社区、羊毛湖社区、多斯鲁克社区和新疆大学社区。